# Гимн Северной Осетии
Гимн Республики Северная Осетия — Алания (осет. Республикӕ Цӕгат Ирыстон-Аланийы паддзахадон гимн) — наряду с флагом и гербом является официальным государственным символом Республики Северная Осетия — Алания. Утвержден постановлением Верховного Совета РСО-Алания от 24 ноября 1994 года.

## Описание
Согласно статье 1, «Государственный гимн Республики Северная Осетия — Алания является символом государства, сохранения традиций национальной культуры, единства многонационального народа республики». Исполняется на двух языках — осетинском и русском.
Автор слов гимна на осетинском языке — поэт Камал Ходов, перевода на русский — поэт и журналист Ирина Гуржибекова. Автором музыки является Аркадий Цорионти, обработка Ацамаза Макоева. Также существует версия слов, написанная Феликсом Царикати.
Согласно «Закону о государственном гимне Республики Северная Осетия — Алания», он исполняется во время торжественных церемоний и мероприятий, проводимых республиканскими государственными органами, транслируется государственной телерадиокомпанией «Алания» в новогоднюю ночь после исполнения Государственного гимна Российской Федерации, в дни государственных праздников республики, ежедневно при радиовещании в перед выходом в эфир первой и по окончании последней программы.

## Текст
| Текст Царикати | Текст Ходова | Перевод варианта Ходова |
| --- | --- | --- |
| Ӕнусты цӕра нӕ Ирыстон Фӕрнӕйдзаг уа йӕ райсомы бон Цъититӕй суадӕттӕ хурмӕ тындзынц Цардамон хохӕй быдырмӕ хӕссынц Мӕ фыдыбӕстӕ мӕ Ирыстон Йӕ фырттӕй ныфсджын уа йӕ фыдӕны бон Рухс уӕд дӕ ном Задалески нана Фидар кӕстӕртӕй сӕрбӕрзонд куыд уай Бирӕ бӕркӕддтӕ Ирыстон уӕд кадджын Хуыцау ӕмӕ адӕмы фарнӕй уӕд хайджын Дидинӕг ракалӕд хӕсты быдыр Сау мигътӕ ахӕссӕд дымгӕ дӕрдтыл Хуссар Цӕгат Ир сӕ нӕртон ӕгъдауыл Иумӕ цӕудзысты фыдӕлты фӕндагыл Хетӕджы Уастырджи сӕ мбал фӕуӕд Нӕ уарзон Ирыстон ӕнусты цӕрӕд | Зӕрин хур йӕ тынта нывӕнды фӕлмӕн Нӕ фыдӕлты рагон уӕзӕгыл рӕдауӕй… Арвы бын калы, фӕрдыгау, тӕмӕн Ирыстон йӕ адӕмты фарнӕй. Заманты тарӕй ӕрттивы, зынгау, Дӕ уидаг — нӕ Ивгъуыд, нӕ Абон, нӕ Фидӕн… Барвӕсс нӕ куывдыл, Хуыцӕутты Хуыцау! Уастырджи, рафӕлгӕс, табу — Дӕхицӕн! Припев: Кад ӕмӕ радимӕ фидӕнмӕ кӕс! Амондӕй абузӕд, ронгау, дӕ цард! Амонд, мысайнагау, фидӕнмӕ хӕсс! Дӕ кӕстӕр дын басгуыхӕд кард ӕмӕ уарт! Фӕлтӕрӕй-фӕлтӕрмӕ фӕцӕуӕд дӕ фарн! Рын ӕмӕ сонӕй дӕ хизӕд хъысмӕт! Хистӕры намыс, кӕстӕры ӕхсар! Хурау дын царды цырагъдарӕг уӕнт! Припев: Кад ӕмӕ радимӕ фидӕнмӕ кӕс! Фарнимӕ абузӕд, ронгау, дӕ цард! Амонд, мысайнагаy, адӕмтӕн хӕсс! Уастырджи, рафӕлгӕс! Табу — Дӕхицӕн! | Под утренним солнцем, на древней земле Алмазом сверкает наш Ир величавый. Мы пронесли через тысячу лет Аланскую гордость и славу. Здесь прошлое с будущим в симде сошлись, А нынешний день наш — творец и мечтатель. Песня, лети в поднебесную высь! О, Уастырджи, дай нам твоей благодати! Припев: Крылья орлиные мчат нас вперёд. Полнится чаша трудов и забот. Счастлива будешь, родная земля! Ведь щит мы, и меч, и надежда твоя! Пусть мужество младших и мудрость отцов С нами пребудут во веки веков. Горы не терпят насилья и зла. Наша дорога пряма и светла. Припев: Крылья орлиные мчат нас вперёд. Полнится чаша трудов и забот. Дети Осетии, будем, как братья! Уастырджи, дай нам твоей благодати! |